# Модернізм в українській літературі
Модернізм в українській літературі — літературний стиль та період в історії української літератури, що досяг найбільшого поширення у 1900—1940-х роках, хоча його елементи присутні в літературному процесі до 1980-х років.
Одним із найважливіших гасел модернізму була ідея служіння красі й відмова від суспільно-політичної ангажованості. Попри те, що в українському літературному модернізмі ця тенденція не була центральною, він усе ж, виступав проти утилітарного призначення літературі, прикладом чого можуть слугувати статті Євшана, памфлети Хвильового, засади творчости Нью-Йоркської групи. В цьому український модернізм протистояв народництву та соцреалізму.
Як зазначає Тамара Гундорова, український модернізм - об'єктивне явище історико-літературного процесу кінця XIX - початку XX ст., осмислення якоrо пов'язане з принциповими питаннями теорії мистецтва. Так, перша публічна розмова про декаденство (в розумінні снових» формально-образних засобів зображення), спровокована «ліричною драмою» «Зів'яле листя», викликала критичні роздуми В. Щурата про «зміст всеї красної літератури, про іі тенденціі і суспільні задачі». Пізніше, включившись у дискусію навколо питань «нової» літератури, Франко також буде розв'язувати істотні питання естетичної природи та шляхів еволюції. Більше того, узагальнення цих нових художніх принципів на ранньому етапі здійснювалося переважно демократичною критикою, з статті та рецензії письменників і критиків модерністів (М. Вороного, Г. Хоткевича, М. Євшана, М. Сріблянськоrо, І. Лизанівського, Г. Чупринки та ін.) опинилися на периферії літературної уваги. Досить сказати, що й сам термін «модернізм» не дістав у нас повного й розrовутого витлумачення. Так, уже в 1901 р. українська критика відзначала появу «слабких пробnисків модернізму», але ще й 1912 р., як і на самих початках, поняття «модернізм» і «декадентство» з розмежовувалися лише за формально-змістовими параметрами . 

## Ранній модернізм

### На зламі століть
Як показує Соломія Павличко, станом на 1898 рік домінантним дискурсом в українській культурі було народництво. В той же час, нове покоління письменників та письменниць починає переоцінювати ідеали українського руху та літератури. Прикладом політичного дистанціювання від народників можуть слугувати «Листи з Наддніпрянської України» Бориса Грінченка. Літературним прикладом такого дистанціювання стала рання творчість Ольги Кобилянської (до повісті «Земля»), яка спровокувала широку полеміку між таборами «народників» та «модерністів».
У 1900-му році Леся Українка друкує статтю «Малоросійські письменники на Буковині», у якому порівнює доробок Ю. Федьковича із доробком О. Кобилянської та В. Стефаника, показуючи, наскільки молоді автор/ка випереджають класика.
Схожих висновків доходить також Іван Франко, письменник старшої генерації, який у поколіннєвому розшаруванню перебуває між «громадівцями» та середовищем «Плеяди». У статті 1901-го року «З останніх десятиліть XIX століття» він цілком усвідомлено виокремлює нове покоління письменників та письменниць, досить добре розуміючи засади їхньої творчости; а у своїх нотатках до статті Софії Русової «Старе й нове в сучасній українській літературі» Франко, порівнюючи своє оповідання «Хлопська комісія» з новелою Стефаника «Злодій», називаючи останню талановитішою.
А вже наступного року Сергій Єфремов друкує свою статтю «У пошуках нової краси», де, виступаючи з радикально-народницьких позицій, критикує декадентство та символізм, називаючи їх шкідливими для української літератури. При цьому, показово, що належав він саме до молодої генерації.
Про статтю Єфремова висловився критично Іван Франко, зазначивши, що вона не враховує особистости автора/ки і його/її таланту, вибірково розуміє своє ж формулювання формулювання «давати зображення всіх сторін народного життя і, разом із тим, людської природи взагалі»; на думку Франка, Єфремов хибно надає перевагу соціології перед психологією в літературі та шукає публіцистики у ній. Також свою відповідь на неї готувала Леся Українка, але її статтю не було надруковано й на сьогодні вона вважається втраченою.
Однак при цьому варто зазначити, що про повне прийняття модернізму в цей період ще не йдеться. Так, наприклад, Франко, заступившись за Кобилянську, все ж, виказував рішуче несприйняття «Молодої музи», а у більшості авторів модернізм таки поєднувався зі служінням «громадським справам».
Саме тому Коцюбинський наприкінці життя пише не лише виразно модерністську новелу «На острові», а й «синкретичні» «Тіні забутих предків» і значно традиційнішу «Fata morgana»; а Микола Вороний, автор знакової відозви до українських митців, позиціонуючи себе передовсім як «артиста», не забуває зазначати, що "".
Крім того, ще ціла низка «народницьких» авторів і авторок так чи інакше засвоїла модерністські прийоми й часом використовувала їх у своїй творчости. Йдеться про Гната Хоткевича, Степана Васильченка, «тюремні оповідання» Архипа Тесленка тощо.
Таким чином, на думку Соломії Павличко, протягом 1900-х українській літературі ще не вдалося розірвати «пуповину народництва» (дарма, що цього десятиліття постала ціла низка знакових для нього творів).

### Молода муза
Молода муза — угрупування молодих авторів, що постало у Львові в 1907-му році. Їх зусиллями видавався двотижневик «Світ». Роки існування групи стали новим етапом у розвитку українського модернізму: адже саме «Молода муза» вперше послідовно відстоювала свободу митця чи мисткині від громадських обов'язків[джерело?].
Своєрідним «маніфестом» групи (і всього раннього українського модернізму в цілому) стала публікація Остапа Луцького «Молода Муза», яку гостро засудив Іван Франко, що був своєрідним антагоністом «Молодої музи».
На думку Соломії Павличко, члени угрупування «спромоглися лише позначити певні координати нового модерного дискурсу й нової філософії мистецтва, однак розвинути їх не змогли».

### Доба «Української хати»
Знаковою подією в історії українського модернізму став вихід у 1909—1914 роках журналу «Українська Хата», в якому модерністський дискурс утвердився повною мірою.
Одним із завдань часопису була модернізація української культури, а її настанови були підкреслено антинародницькими. Критика в «Українській Хаті» «ґрунтувалася головним чином на засадах естетики», і розвивалася у полеміці з газетою «Рада», редактором якої був народник Сергій Єфремов.
Центральними постатями тогочасної критики «хатян» були М. Сріблянський та Микола Євшан. Останній ще в 21-річному віці друкує книжку «Під прапором мистецтва», де пропонує свій канон раннього українського модернізму. Також знаковою стала його стаття «Лицар темної ночі», у якій він гостро критикував діяльність Єфремова.
Видання журналу (як і май же всіх інших часописів та книжок) було перервано у зв'язку з початком Першої світової війни.

## Перелік основних творів українського літературного модернізму

### Ранній модернізм
- Зів'яле листя (1896)
- Царівна (1896)
- Блакитна троянда (1896)
- Меланхолійний вальс (1898)
- Синя книжечка (1899)
- Камінний хрест (1900)
- Пальмове гілля (1901)
- Цвіт яблуні (1902)
- Огні горять (1902)
- Андрій Лаговський (1905; 1919)
- Ой люлі, смутку (1906)
- З журбою радість обнялась (1907)
- Момент (1907)
- Intermezzo (1908)
- Лісова пісня (1911)
- В сяйві мрій (1913)
- Записки кирпатого Мефістофеля (1917)

### 1920-ті
- Сонячні кларнети (1918)
- П'єро кохає (1918)
- Під осінніми зорями (1918; 1926)
- Замісць сонетів і октав (1918)
- Блакитний роман (1921)
- Синя далечінь (1922)
- Сині етюди (1923)
- Я (романтика) (1924)
- Повість про санаторійну зону (1924)
- Дні (1926)
- Народний Малахій (1927)
- Місто (1928)
- Майстер корабля (1928)
- Дівчина з ведмедиком (1928)
- Вертеп (1929)
- Голяндія (1929)
- Честь (1929; 1990).
- Сліпці (1931)
- Подорож ученого доктора Леонардо… (1932)
- Три перстені (1934)
- Чарівна Україна (1937)
- Медобір (1940; 1975)

### Повоєнний період
- Старший боярин (1946)
- Еней і життя інших (1947)
- Без ґрунту (1948)
- Близнята ще зустрінуться (1947; 1963)
- Шлях невідомого (1956)
- Зачарована Десна (1956)
- Під знаком Фенікса (1958)

### 1960—1970-ті
- Джалапіта (1961)
- Без Еспанії (1968)
- Зимові дерева (1970)
- Відчинення вертепу (1970)
- Летюче віконце (1970)
- Герострати (1971)
- Ирій (повість) (1973)
- П'ятикнижжя (1975; 2013)
- Три зозулі з поклоном (1976)

### 1980—1990-ті
- Роман про людське призначення (1982)
- Крило Ікарове (1983; 1991)
- Дім на горі (1983)
- Сузір'я Лебедя (1983)
- Великий міст (1989)
- Діти трепети (1991)
- Діва Обида (1999)